# American Conquest
American Conquest is een RTS-spel ontwikkeld door GSC Game World en uitgegeven door CDV Software Entertainment. Op 14 februari 2003 kwam het spel uit in Europa. Het spel speelt zich af tussen 1492 en 1783; de tijd van onder andere de ontdekking van de Nieuwe Wereld door Christoffel Columbus en de Vrede van Parijs dat de Verenigde Staten onafhankelijk maakte.

## Naties
In het spel kan gekozen worden tussen twee soorten landen: de westerse landen (Frankrijk, Spanje, Engeland of de Verenigde Staten) en Indiaanse volkeren (Azteken, Maya's, Pueblo, Irokezen, Huron, Sioux, Lenape en de Inca's).
Westerse landen kunnen sterkere eenheden en gebouwen bouwen, echter zijn hun productietijd en kosten bijzonder hoog.
De Indiaanse volken zijn in staat grote aantallen eenheden te produceren omdat de kosten en de productietijd laag zijn. De inheemse volkeren hebben als nadeel dat hun eenheden en gebouwen zwak zijn in vergelijking met die van de westerse landen.

## Ontvangst
| Gemiddelde score | Gemiddelde score |
| ---------------- | ---------------- |
| Bron             | Score            |
| GameRankings     | 76.22%           |
| Metacritic       | 8,5 van 100      |
| Reviewscore      |                  |
| Publicist        | Beoordeling      |
| Eurogamer        | 9                |
| Gamespot         | 8,4              |
| Gamespy          | 8                |
| IGN              | 8,2              |

### Recensies
American Conquest is over het algemeen goed ontvangen met cijfers van reviewsites tussen de 7,5 tot 9. Eurogamer gaf het spel een 9 met als enige minpunt dat gegeven orders niet altijd worden uitgevoerd ("The pathing issues do incur a degree of frustration...").

### Beoordelingen van gebruikers
Gebruikers van gerenommeerde recensieverzamelaars Metacritic en GameRankings gaven variërende cijfers. Met ongeveer 76% op GameRankings en 85% op Metacritic. Het is weinig voorkomend dat de cijfers van deze twee sites ongeveer 10% uit elkaar liggen.